# Ракуша
Раку́ша (каз. Ракуша) — село в Атырауской области Казахстана. Находится в подчинении городской администрации Атырау. Входит в состав Еркинкалинского сельского округа. Код КАТО — 231045200.

## Население
В 1999 году население села составляло 1166 человек (586 мужчин и 580 женщин). По данным переписи 2009 года, в селе проживало 1805 человек (875 мужчин и 930 женщин).

## Галерея

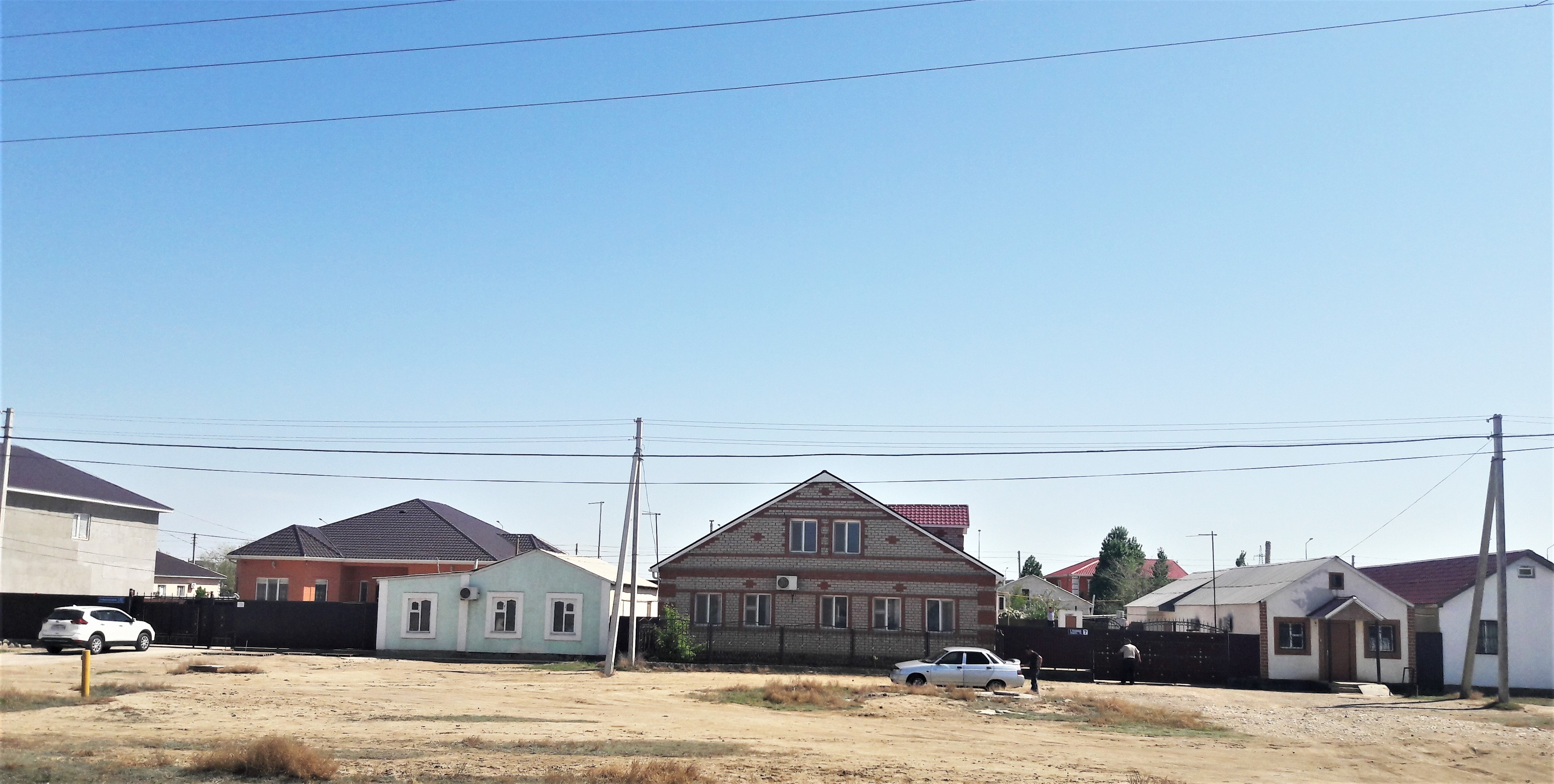
Ракуша
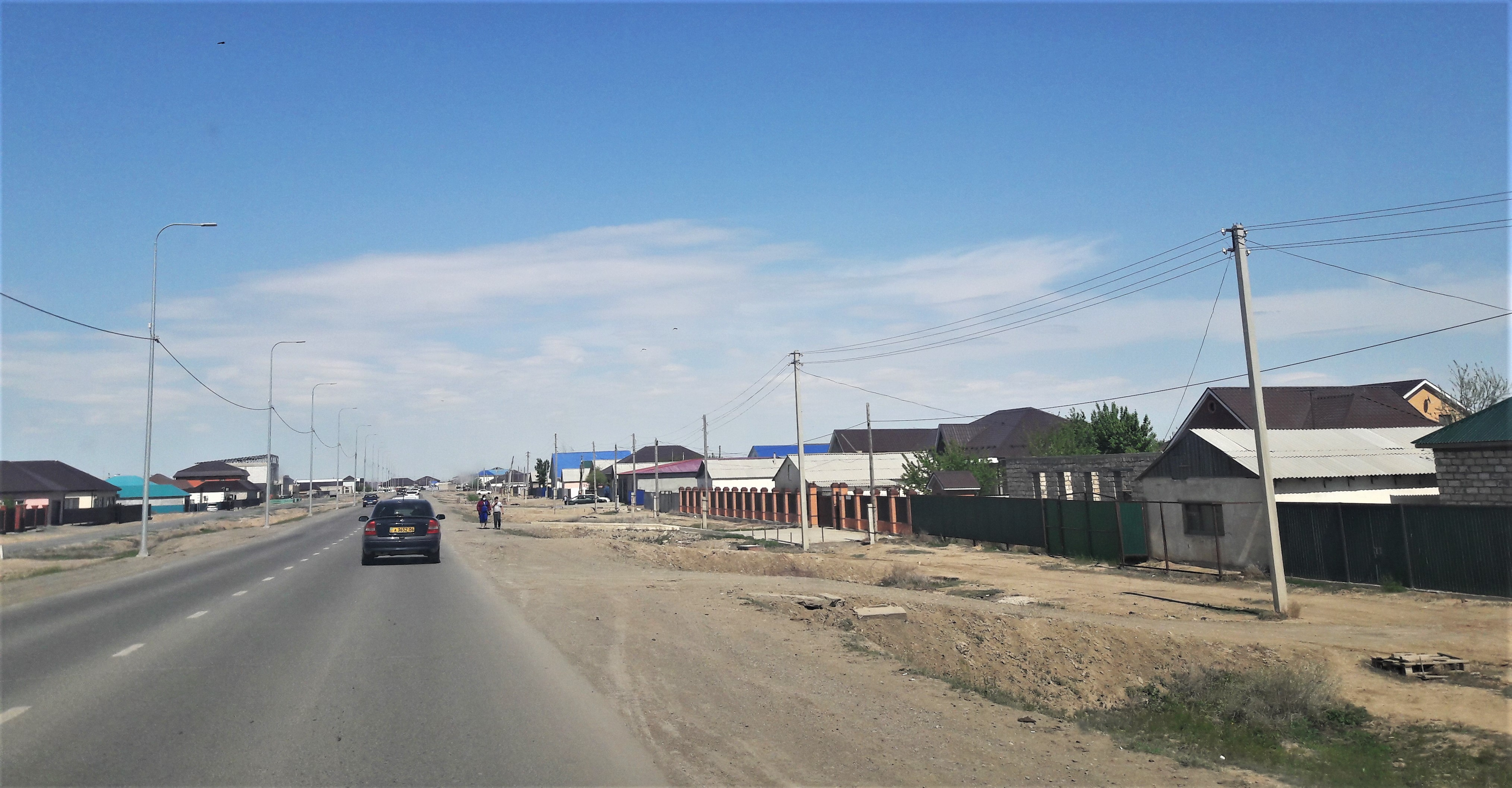
Ракуша
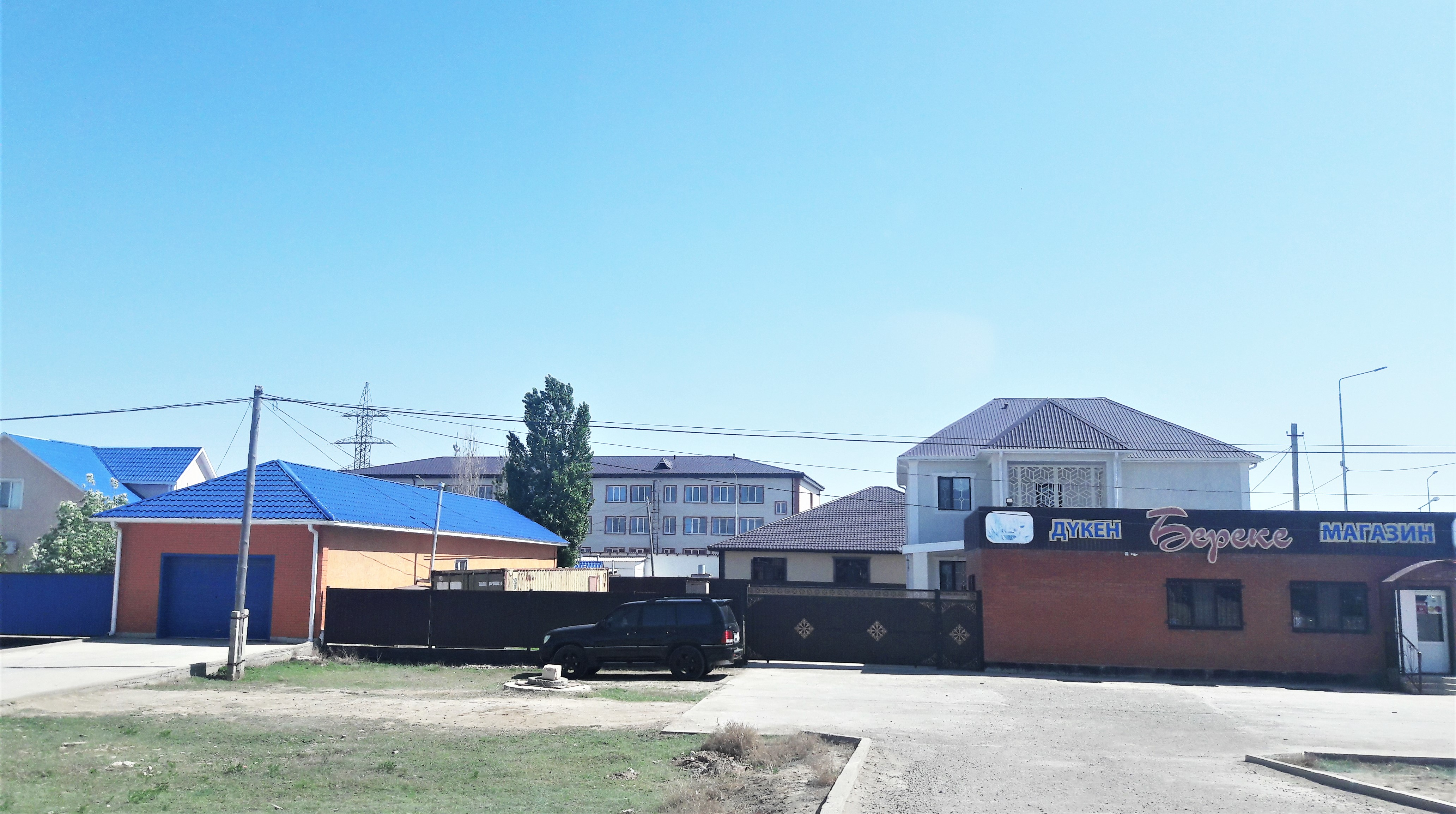
Ракуша